# 上野オークラ劇場
上野オークラ劇場（うえのオークラげきじょう）は、日本の映画館である。東京都台東区上野に所在。大蔵映画株式会社が運営。

## 概略
成人映画を製作するオーピー映画を有する大蔵映画直営の成人映画専門の映画館。「日本一のピンク映画館」とも呼ばれる。
1951年、同じ上野の台東区上野公園2丁目14番地に東映の封切館としてオープン。1962年には、日本製ピンク映画の第1号作品とされるヒット作『肉体の市場』を配給し、ピンク映画というジャンルを確立した。
2010年8月1日、旧劇場は59年の歴史に幕を下し閉館。同年8月4日、上野スタームービー跡地に新築。旧上野オークラ劇場及び上野地下特選劇場の機能を移転させ再オープン。
新館はバリアフリー設計となったが、成人映画館の入れ替えなしのオールナイト上映を貫くうえで、すべて水で洗い流し清潔に保つことを前提に設計したため、一般的なシネコンと異なり、床には絨毯を敷いていない。
支配人は斎藤豪計（ひでかず）。上映映画のポスター、チラシ制作。上映時のタイトルまでを手掛けている。

## 各館の特徴
上野オークラ劇場
141席
プレミアムシアター 上野オークラ劇場2（オークラシアター2階）
47席
上野特選劇場（オークラシアター2階）
71席

### ギャラリー

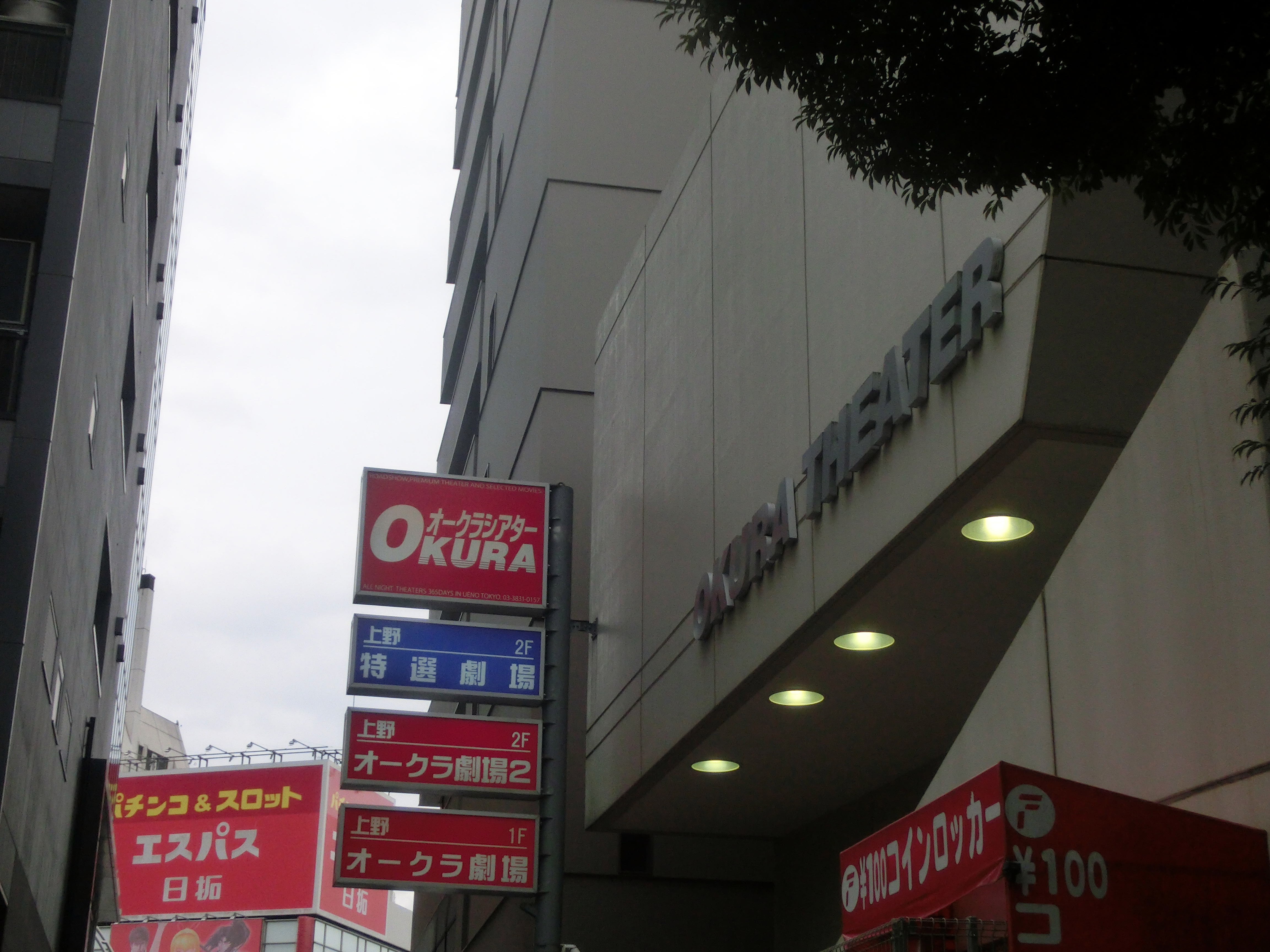
不忍池側から見たオークラ劇場
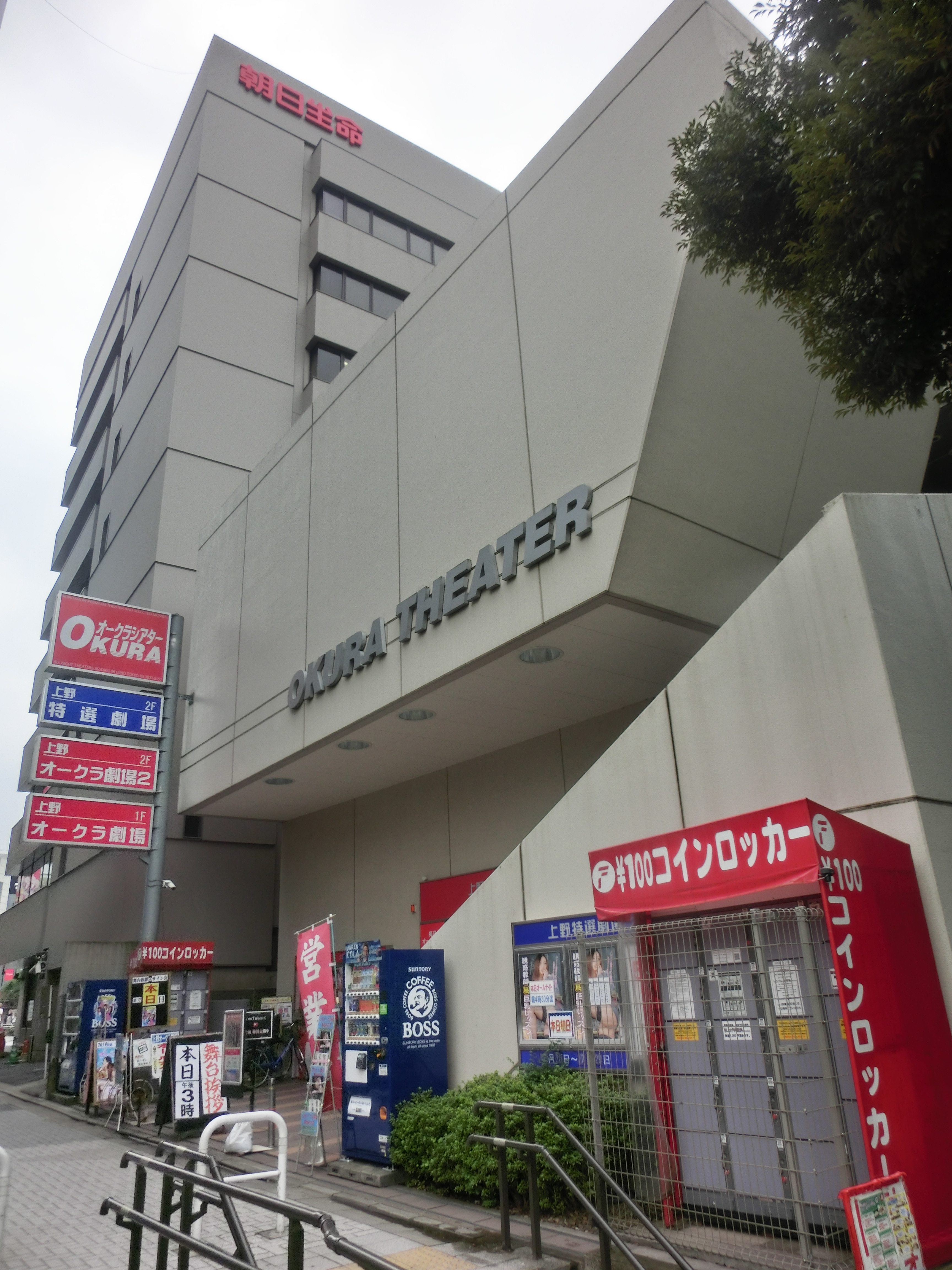
ビル全景
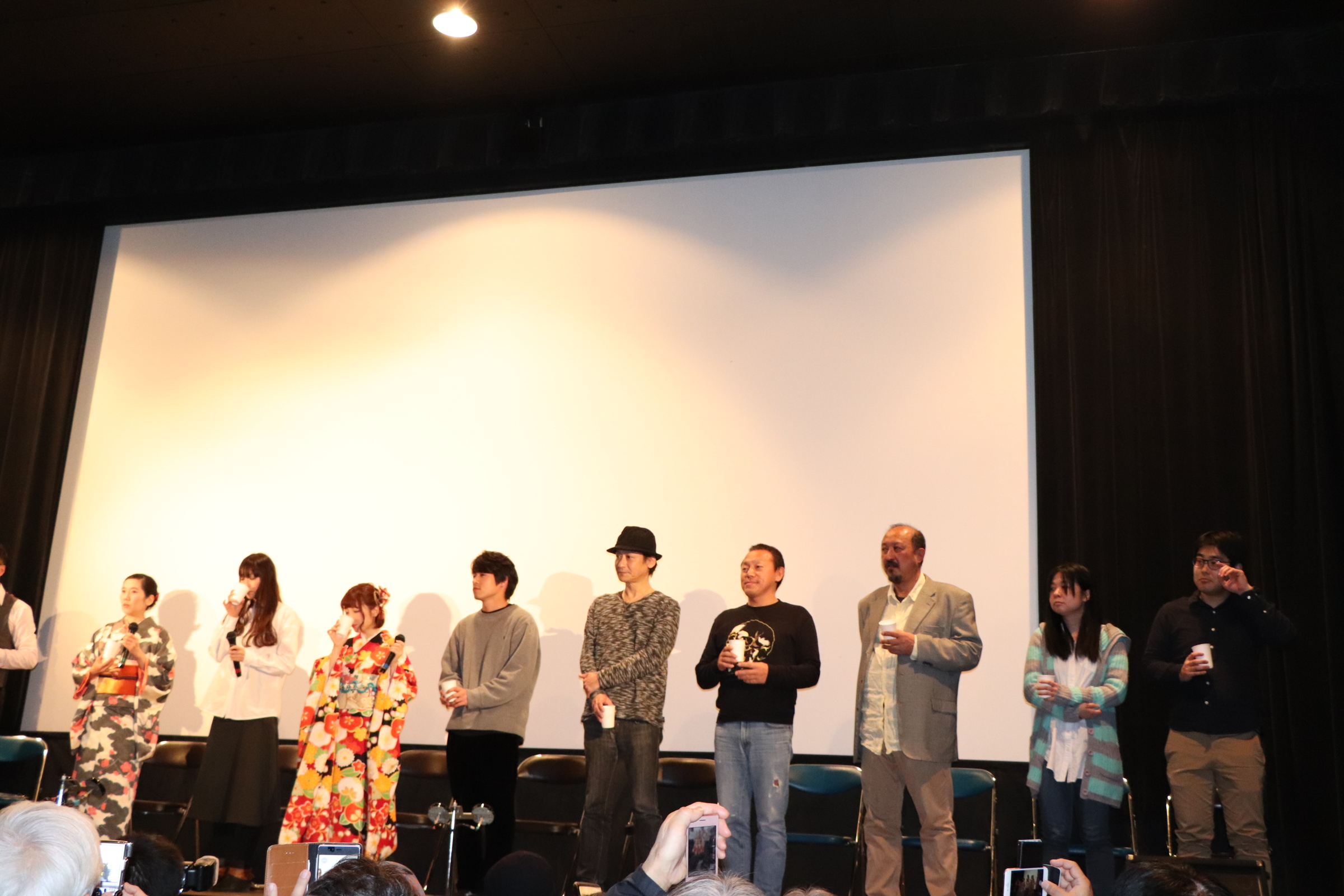
舞台挨拶の様子（2020年1月）
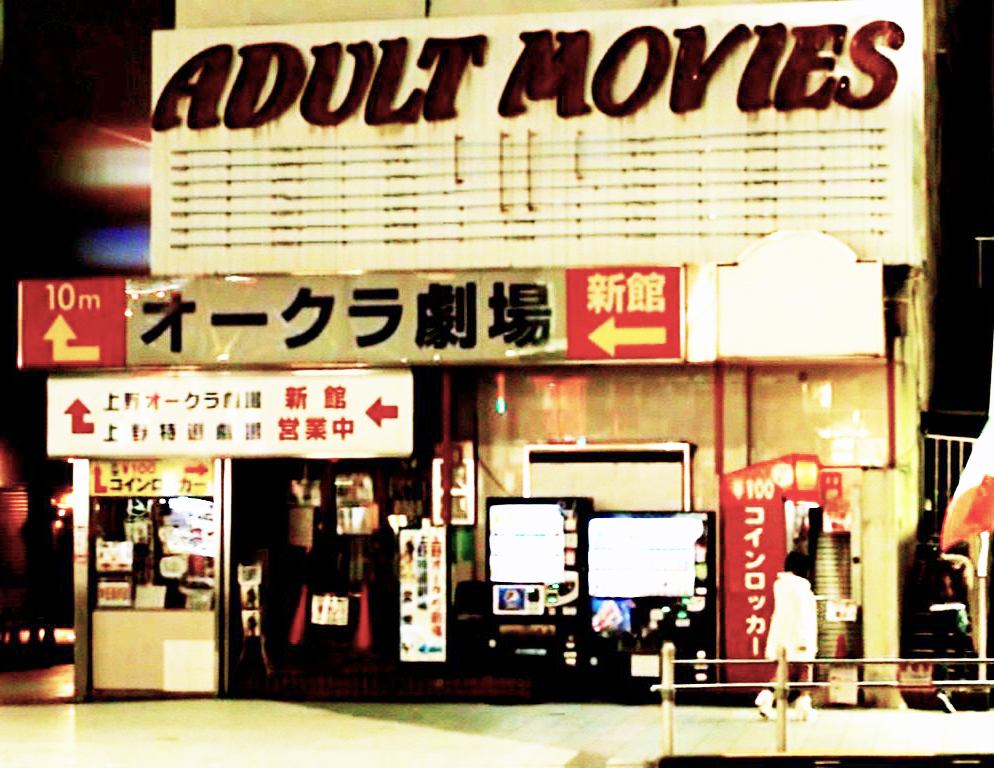
初代オークラ劇場の入口（2015年撮影）

## マスコットガール

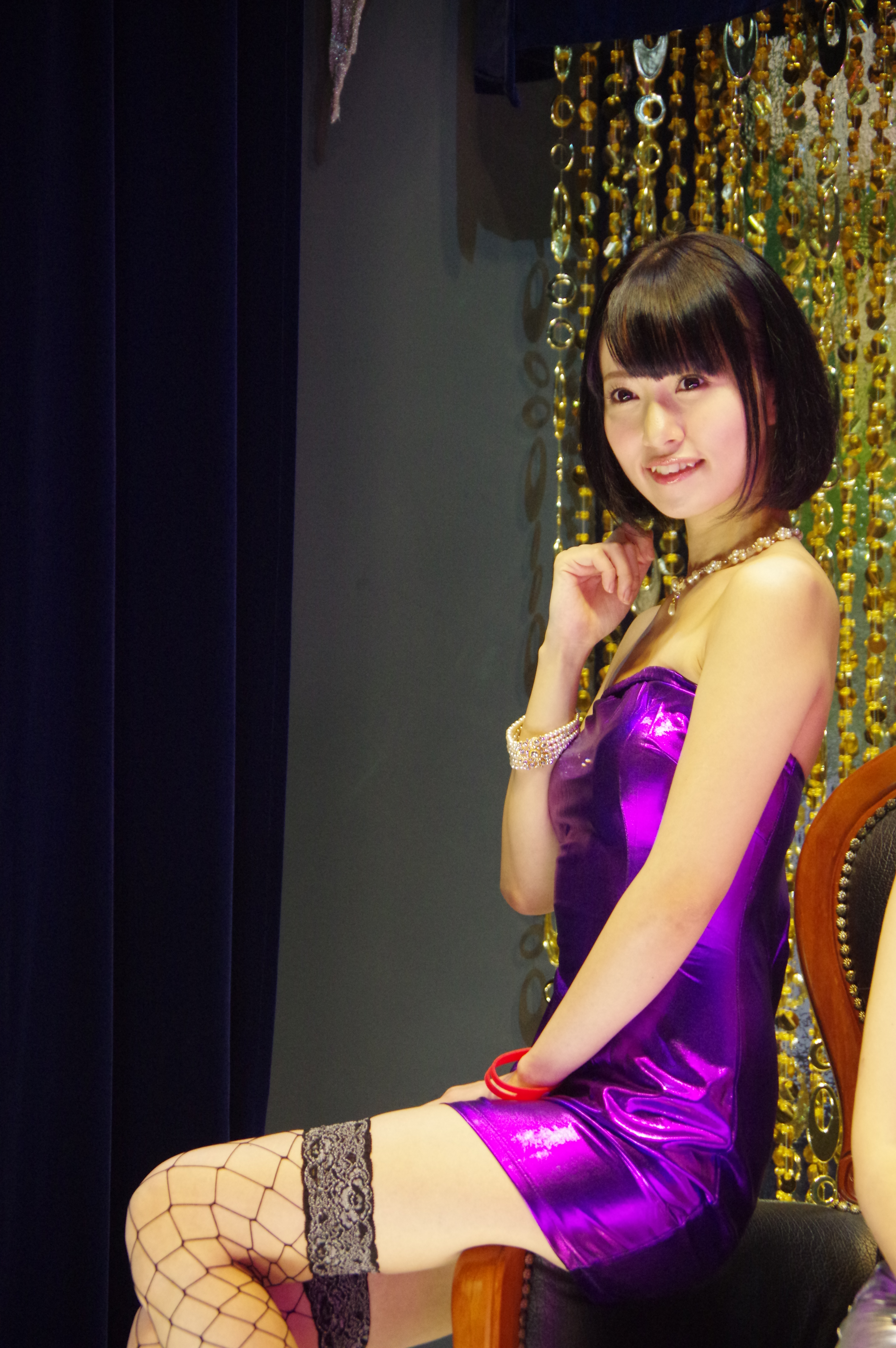
2代目マスコットガールを務めた朝倉ことみ

新劇場のテコ入れの一環として新設。舞台挨拶などイベント時にMCを務める。映画出演女優有志によるボランティアである。
- 初代：星野ゆず（2012年‐2015年6月）[9]
- 2代目：朝倉ことみ（2015年12月‐2017年3月）
- 3代目：月本愛（2017年6月‐2018年5月）[10]
- 4代目：きみと歩実（2019年2月‐）